# DPMS Panther Arms
A DPMS (Defense Procurement Manufacturing Services) Panther Arms é um fabricante americano com sede em Huntsville, Alabama, conhecido por sua ampla variedade de rifles e acessórios militares e civis.

## Histórico
Randy Luth fundou a "Defense Procurement Manufacturing Services (DPMS)" em 1985 em Osseo, Minnesota, como uma oficina mecânica de precisão para a fabricação de peças M203, M14 e M16 para contratos militares dos EUA. No final da década de 1990, a empresa empregava 30 pessoas vendendo peças e acessórios Colt 1911 e AR-15 e mudou-se para Becker, Minnesota. A DPMS mais tarde começou a produzir rifles de plataforma AR-15.

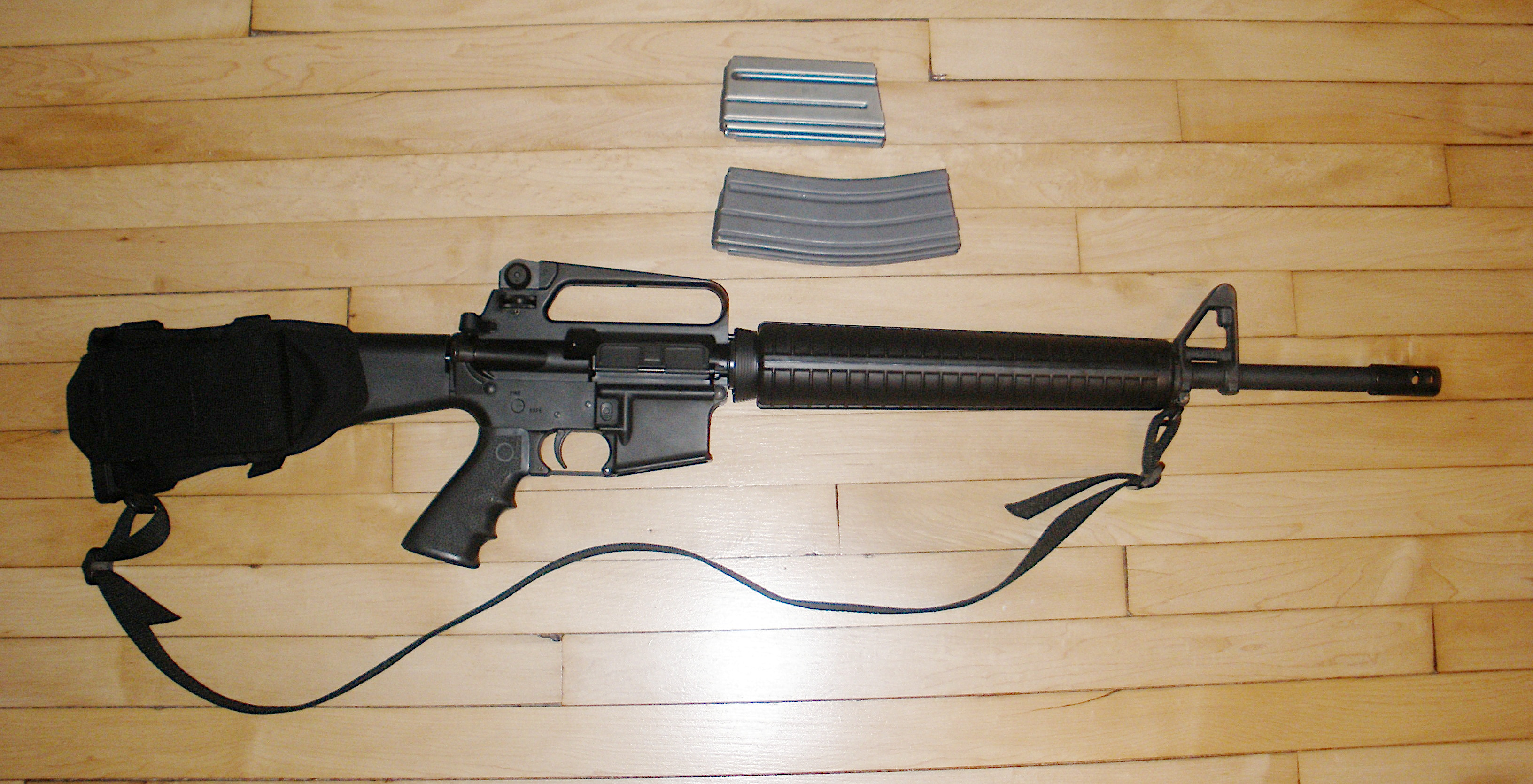
Um rifle plataforma AR-15 da DPMS.

A DPMS mudou-se para St. Cloud, Minnesota em 2004. Em 2007, a empresa foi nomeada uma das The Minneapolis-St. Paul Business Journal's "50 fastest-growing privately held companies". A DPMS dobrou sua receita entre 2004-2007 e empregou 65 pessoas em 2008.
O Freedom Group comprou a DPMS Panther Arms em 14 de dezembro de 2007, o mesmo ano em que comprou a Marlin Firearms. O Freedom Group é um consórcio de fabricantes de armas de fogo e parte da Cerberus Capital Management, uma empresa de investimento de capital privado de Nova York. A Cerberus combinou a DPMS' com a Bushmaster Firearms International, com a Remington Arms e a Cobb Manufacturing para formar o Freedom Group. A Remington é a controladora corporativa imediata da empresa.
Em 20 de dezembro de 2012, a Cerberus anunciou que estava vendendo suas marcas do Freedom Group, incluindo a DPMS, com base na pressão de um conselho de pensão da Califórnia. Esta transação não ocorreu em maio de 2014.
Em janeiro de 2020, o site da DPMS foi encaminho para o site da Remington Outdoor Company, a empresa-mãe da DPMS.

## Produtos
A empresa fabrica rifles da plataforma AR-15 com câmara para o .223 Remington/5,56×45mm NATO, e rifles da plataforma AR-10 para os cartuchos .308 Winchester e .260 Remington, entre outros.

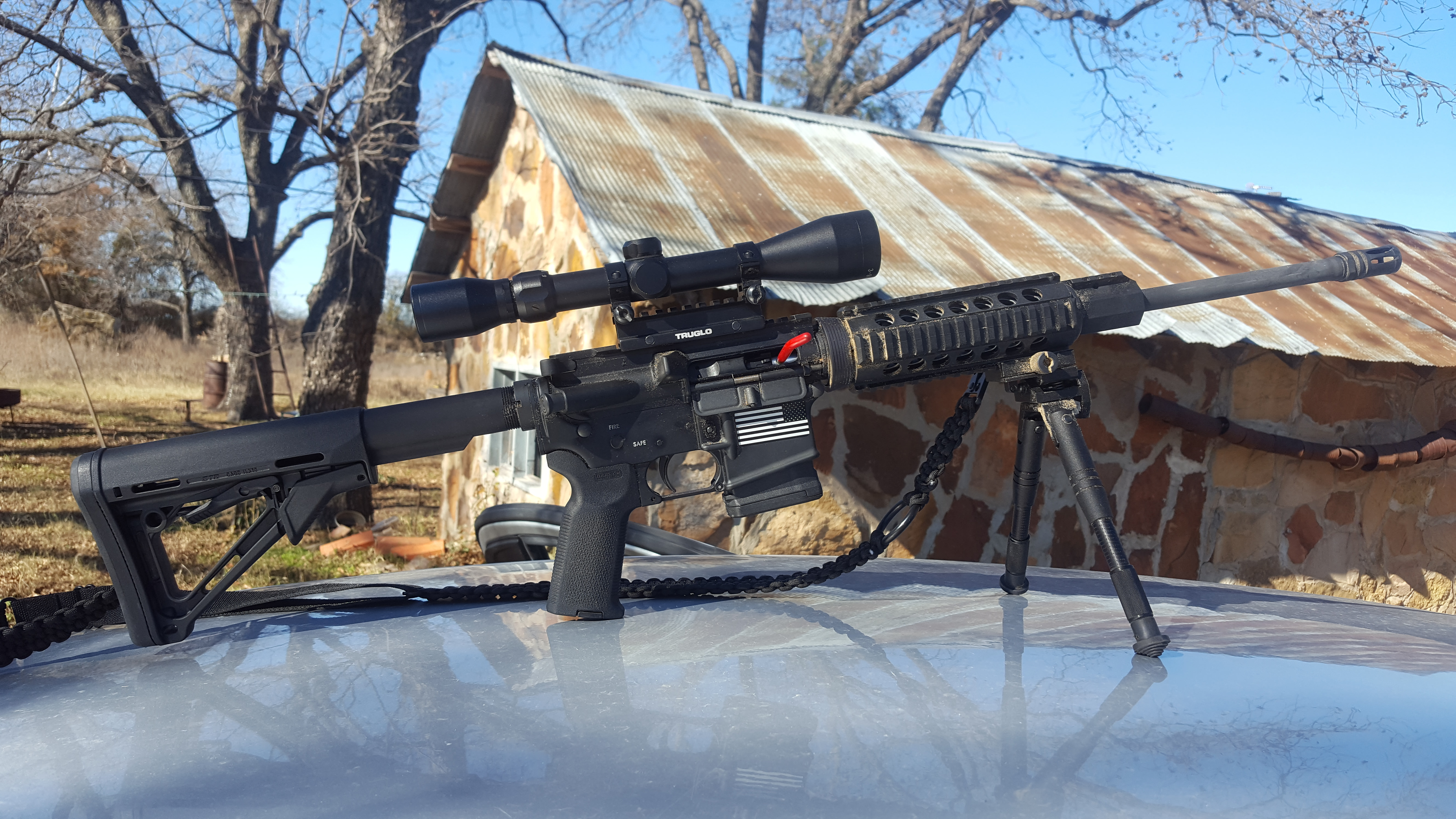
Um rifle plataforma AR-15 "Oracle A3" da DPMS modificado.

A empresa atraiu a atenção dentro da indústria de armas de fogo com sua versão do AR-10, o "Panther LR-308", ganhando o prêmio "Golden Bullseye Award for Rifle of the Year" da revista "Shooting Illustrated", publicação da NRA. Em 2006, o prêmio "Golden Bullseye Award for Rifle of the Year" da revista American Rifleman, também da NRA. Em 2008, a DPMS introduziu o LR-338 com câmara no cartucho .338 Federal.

## Realocação da produção
A unidade de produção de St. Cloud da DPMS, com 115 funcionários, foi fechada e a produção foi transferida para a nova unidade da Remington em Huntsville, Alabama, fora do controle sindical. A unidade de produção da Remington em Ilion, Nova York, fechou duas linhas de produção de seu rifle semiautomático estilo AR-15 da marca Bushmaster e da pistola R-1 no padrão 1911 e os transferiu para Huntsville. Em 2014, a Remington transferiu a produção de duas linhas de armas e 150 empregos de Nova York para o Alabama devido às leis de armas do estado de Nova York que proibiam a venda desses produtos no estado, e consolidou sua produção de seis locais em Huntsville para aumentar a eficiência e reduzir os custos de produção e mão de obra. As seis empresas realocadas foram: a Advanced Armament Corp, de Lawrenceville, Georgia; a Montana Rifleman, de Kalispell, Montana; a TAPCO; a LAR Manufacturing, de West Jordan, Utah; a Para USA (anteriormente Para-Ordnance); e a DPMS.